# Chan Seyha
Chan Seyha, född 9 augusti 1994, är en friidrottare från Kambodja. Hon deltog vid olympiska sommarspelen 2012.